# المجمع المغلق 1903
المجمع المغلق 1903 هو المجمع الموكول بانتخاب بابا الكنيسة الكاثوليكية الجديد بعد استقالة البابا. انعقد مجمع الكرادلة لانتخاب البابا الجديد بدءًا من
31 يوليو 1903 وانتهى في 4 أغسطس 1903. انتُخبَ بيوس العاشر ليكون البابا الجديد للكنيسة.
عُقدَ المجمع في إيطاليا في 1903.